# Punmu
Punmu ist eine Aborigine-Siedlung der Martu in Western Australia in der Mitte der Großen Sandwüste, etwa 600 Kilometer südöstlich von Port Hedland.  Im Jahr 2016 lebten hier 142 Menschen.
Die Siedlung der Aborigines, die unter guten Witterungsbedingungen in einer Fahrt von 8,5 Stunden von Port Hedland auf einer unbefestigten Straße erreichbar ist, entstand 1981 am Salzsee Lake Dora im Rudall-River-Nationalpark.
Die Martu halten seit 2002 einen der größten Native Title Australiens, der ihnen Besitz- und Nutzungsrechte über ein Gebiet von 136.000 Kilometer einräumt, in dem auch die Telfer-Goldmine liegt.
Den Martu war es von Beginn an in ihrer Siedlung wichtig, eine Schule einzurichten, die RAWA School. Die Siedlung besteht aus mehreren Wohngebäuden und einem Schulgebäude, einem Geschäft und einer Werkstatt. Im Ort herrscht ein Alkoholverbot.
Im Sommer erreichen die Temperaturen bis etwa 50 °C und im Winter um 0 °C.